# James O. Davidson

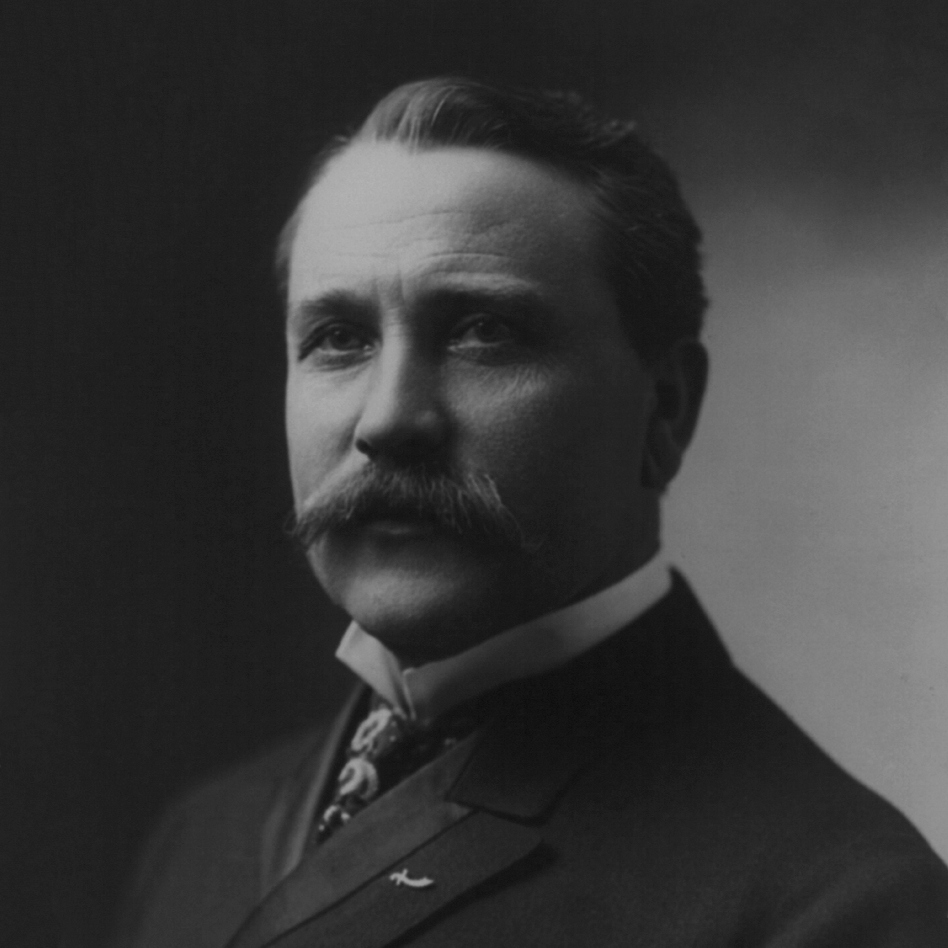
James O. Davidson

James Ole Davidson (* 10. Februar 1854 in Årdal, Norwegen; † 17. Dezember 1922 in Madison, Wisconsin) war ein norwegisch-amerikanischer Politiker und von 1906 bis 1911 der 21. Gouverneur des Bundesstaates Wisconsin.

## Frühe Jahre und politischer Aufstieg
James Davidson wanderte im Jahre 1872 aus Norwegen kommend in Minnesota ein. Fünf Jahre später gelangte er nach Boscobel in Wisconsin, wo er als Schneider und Aushilfsarbeiter auf einer Farm arbeitete. Danach machte er in dem Ort Soldiers Grove eine erfolgreiche Geschäftskarriere. In diesem Ort war er Ortsvorsteher (Village President) und Kämmerer. Zwischen 1893 und 1898 war er Abgeordneter in der Wisconsin State Assembly; anschließend fungierte er fünf Jahre lang als State Treasurer von Wisconsin. Davidson gehörte der Republikanischen Partei an und wurde im Jahr 1902 zum Vizegouverneur seines Staates gewählt.

## Gouverneur von Wisconsin
Als Gouverneur Robert La Follette am 1. Januar 1906 zurücktrat, um in den Kongress zu wechseln, fiel Davidson dessen Amt zu. In den Jahren 1906 und 1908 wurde er jeweils von den Wählern bestätigt, so dass er bis zum 2. Januar 1911 als Gouverneur amtieren konnte. In seiner Amtszeit wurden viele progressive Vorschläge in die Tat umgesetzt. Die Befugnisse des Eisenbahnausschusses wurden erweitert und damit die Macht der Eisenbahngesellschaften eingeschränkt. Auch der Aktienmarkt wurde unter staatliche Aufsicht gestellt. Die Versicherungsgesellschaften, Telefonfirmen, die Wasserversorgung und die Energiegesellschaften wurden einer besseren Kontrolle unterworfen. Mit seinem Vorgänger La Follette verstand sich Davidson ursprünglich sehr gut. Im Lauf der Zeit entzweiten sich aber die beiden Politiker und Davidson neigte eher dem konservativen Flügel der Republikanischen Partei zu.

## Weiterer Lebenslauf
Nach dem Ende seiner Amtszeit war Davidson fünf Jahre lang Vorsitzender der Kontrollbehörde von Wisconsin (State Board of Control). Danach zog er sich in das Privatleben zurück. James Davidson starb im Dezember 1922. Er war mit Helen M. Bliss verheiratet, mit der er zwei Kinder hatte.